# Sződemeter
Sződemeter (románul Săuca) falu Romániában, Szatmár megyében.

## Fekvése
Nagykárolytól 30 km-re délre, Tasnádtól 9 km-re dél-nyugatra fekszik.

## Nevének eredete
A hagyományok szerint nevét az egykor itt állt Szent Demeter kolostoráról kapta.

## Története
1220-ban de predio Demetrij néven említik először.
1330-ban Zouudemeter, 1424-ben Zeüdeme 1463-ba Zeeudemether, 1477-ben Zeudemeter, 1479-ben Szent-demeter, 1555-ben Zwdemether, 1608-ban Zenth Demether, 1655-ben Sző-Demether-nek írták nevét.
1345-ben itt tartottak gyűlést Külső-Szolnok vármegye alispánjai és szolgabírái és Lelej "Zonukvármegyei" birtokról innen intézkedtek.
1389. január 28-án kelt oklevelében Mária királynő Sződemeteren Sződemeteri Péter fiai Jakab és István, továbbá Álmosdi (Almusi?) Péter, János és László fiai kérésére minden csütörtökön vásárt engedélyezett.
A váradi káptalan 1477-ben kelt oklevele szerint Álmosdi Csire István Drágfi Miklósnak és fiának Bertalannak adta itteni birtokrészét.
1503-ban Serédi Istvánt iktatták be az itteni birtokba.
1538-ban Álmosdi Csire Ferenc eladta itteni részbirtokát Drágfi Andrásnak és Gáspárnak. Ezt a Drágfiak kérésére János király átírta és megerősítette, s 1544-ben Ferdinánd király is.
1588-ban Báthory Zsófia fejedelemasszony a Peéti Thyw Boldizsár halálával a kincstárra szállt sződemeteri birtokba iktatta be Fajdasi Gábort és nejét Zezheni Németi Zsófiát.
1646-ban a település Lónyai Istvánné Sarmasági Anna részbirtoka volt.
A 17. században, 1682 előtt a környéken folyó harcok miatt a település, és  annak református magyar lakossága is elpusztult, helyükbe románokat és oroszokat telepítettek.
A trianoni békeszerződésig Szilágy vármegye Tasnádi járásához tartozott.

## Népessége
A falunak 1910-ben 758, többségben román lakosa volt, jelentős magyar kisebbséggel.
1992-ben társközségeivel együtt 1576 lakosából 807 román, 642 magyar és 123 cigány volt.

## Látnivalók
- Görögkatolikus fatemploma 1720-ban épült, mely ma már nem látható. Az anyakönyvet 1824-től vezetik.
- Itt született 1790. augusztus 8-án Kölcsey Ferenc költő, politikus, Szatmár vármegye főjegyzője, országgyűlési képviselő, kitűnő szónok, a Himnusz költője.
  - Szülőháza a román ajkú görögkatolikus templom mellett álló lelkészi hivatal.
  - Emléktáblája, amelyet 1890-ben helyeztek el a ház falán, ma a beüvegezett veranda belső falán található. Az 1990-ben elhelyezett kétnyelvú emléktábla néhány nap után eltűnt, majd az újonnan elhelyezettet leverték, és a kettétört táblát 2015-ben helyezték el újból, és ma is látható.[1]
- Református templom, melyet Bideskhúti Zsigmondné, sz. Péchy Julianna, Kölcsey Ferenc dédnagyanyja építtetett 1760-ban. Itt keresztelték meg Kölcsey Ferencet 1790. augusztus 9-én, melynek anyakönyvi bejegyzése mind a mai napig megvan. Ennek másolata a templomban kiállítva megtekinthető.
- Kölcsey Ferenc Egyházi és Kulturális Központ, mely 2015-2019 között épült a református templom udvarán. Az emlékházban magas színvonalú emlékkiállítás tekinthető meg, melyet a budapesti Petőfi Irodalmi Múzeum munkatársi készítettek. Az épületben szálláshelyekkel rendelkezik. Az emlékház üzemeltetője a Királyhágómelléki Református Egyházkerület.
- A közelben álló református templom kertjében áll a költő szobra, aki a hagyomány szerint itt írta a Himnuszt, azonban ezt az információt senki sem tudja megerősíteni (A költő eredeti kéziratának keltezésében "Cseke", azaz Szatmárcseke szerepel.)

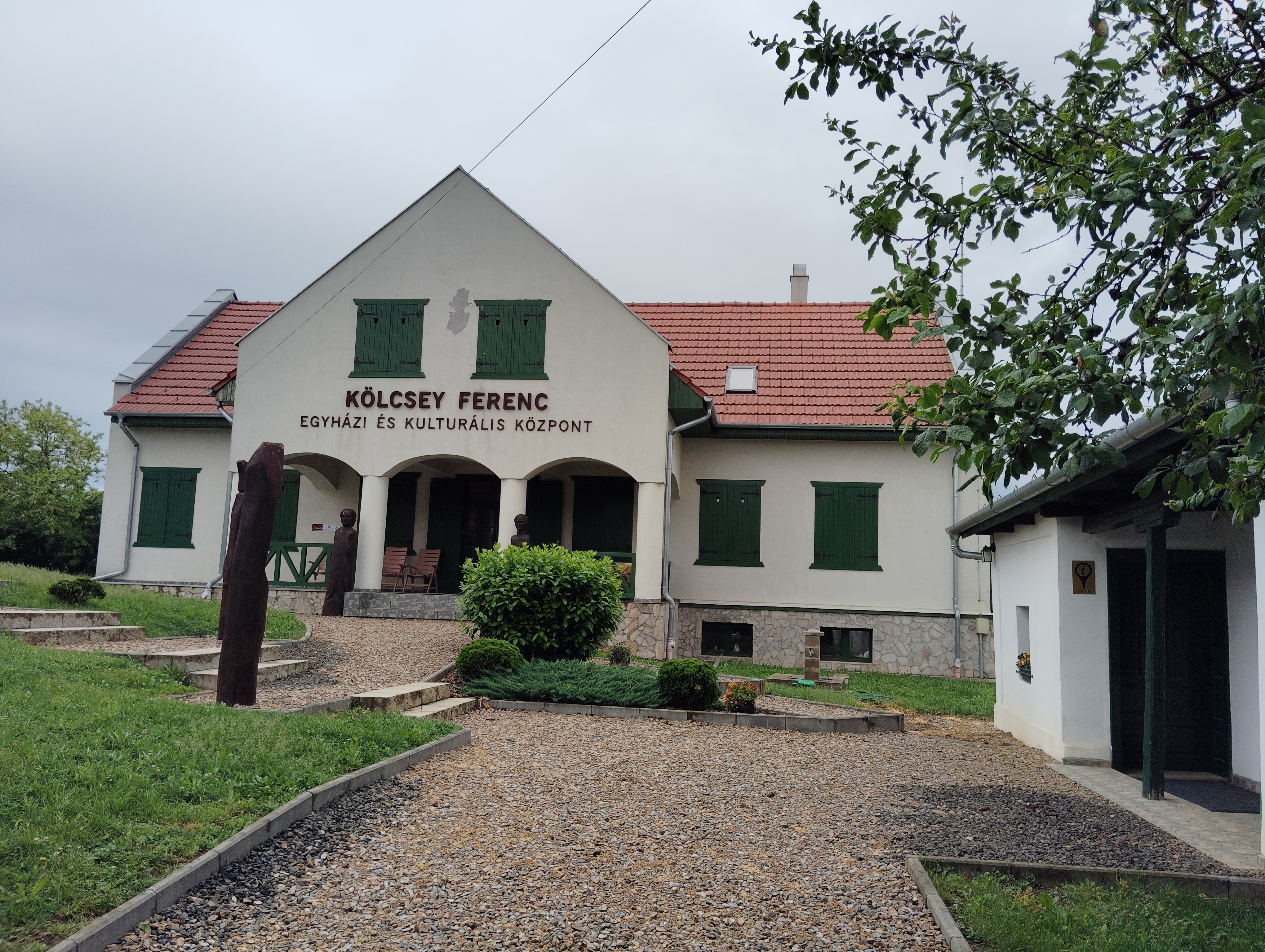
Kölcsey Ferenc Egyházi és Kulturális Központ
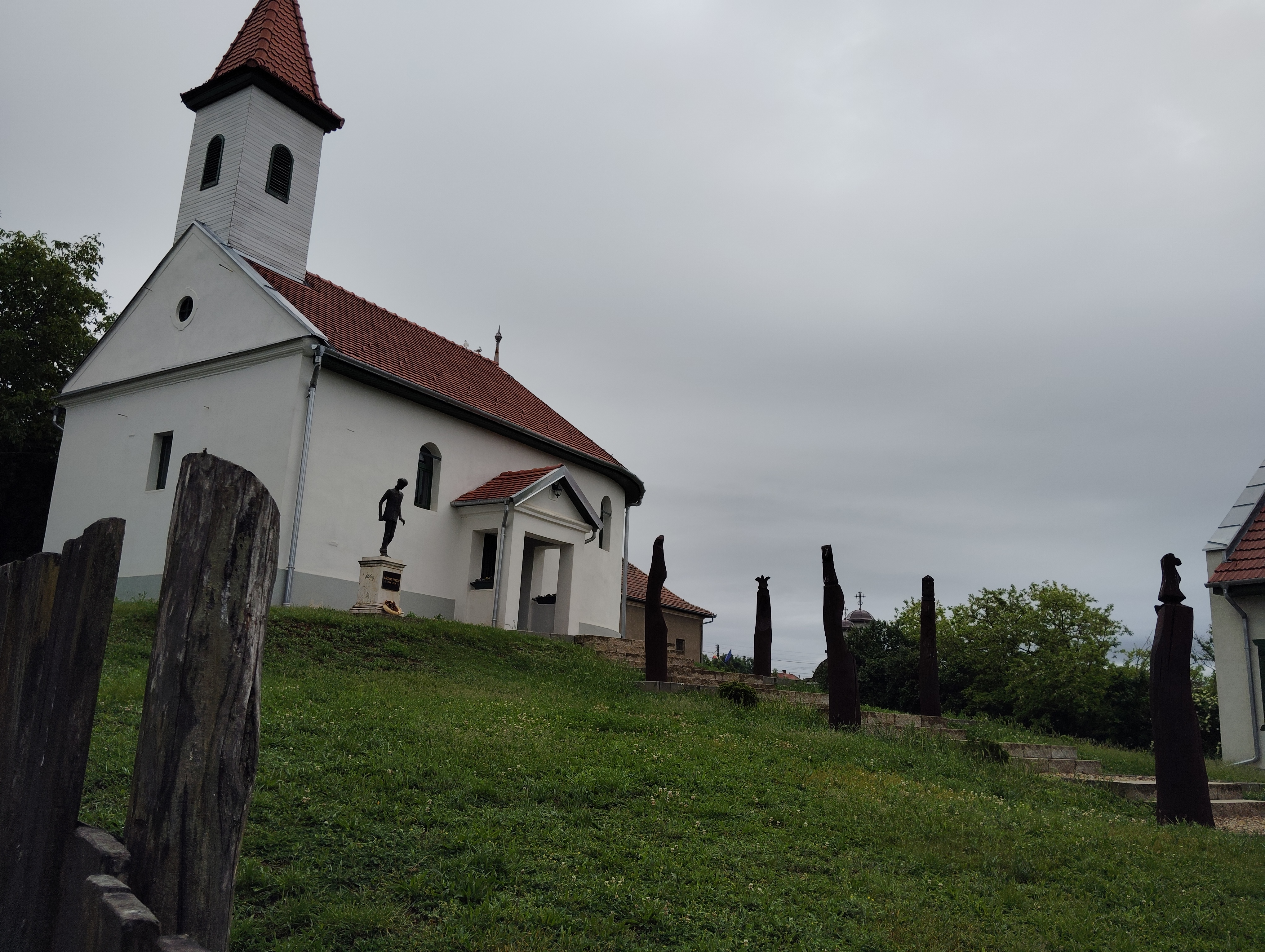
Református templom
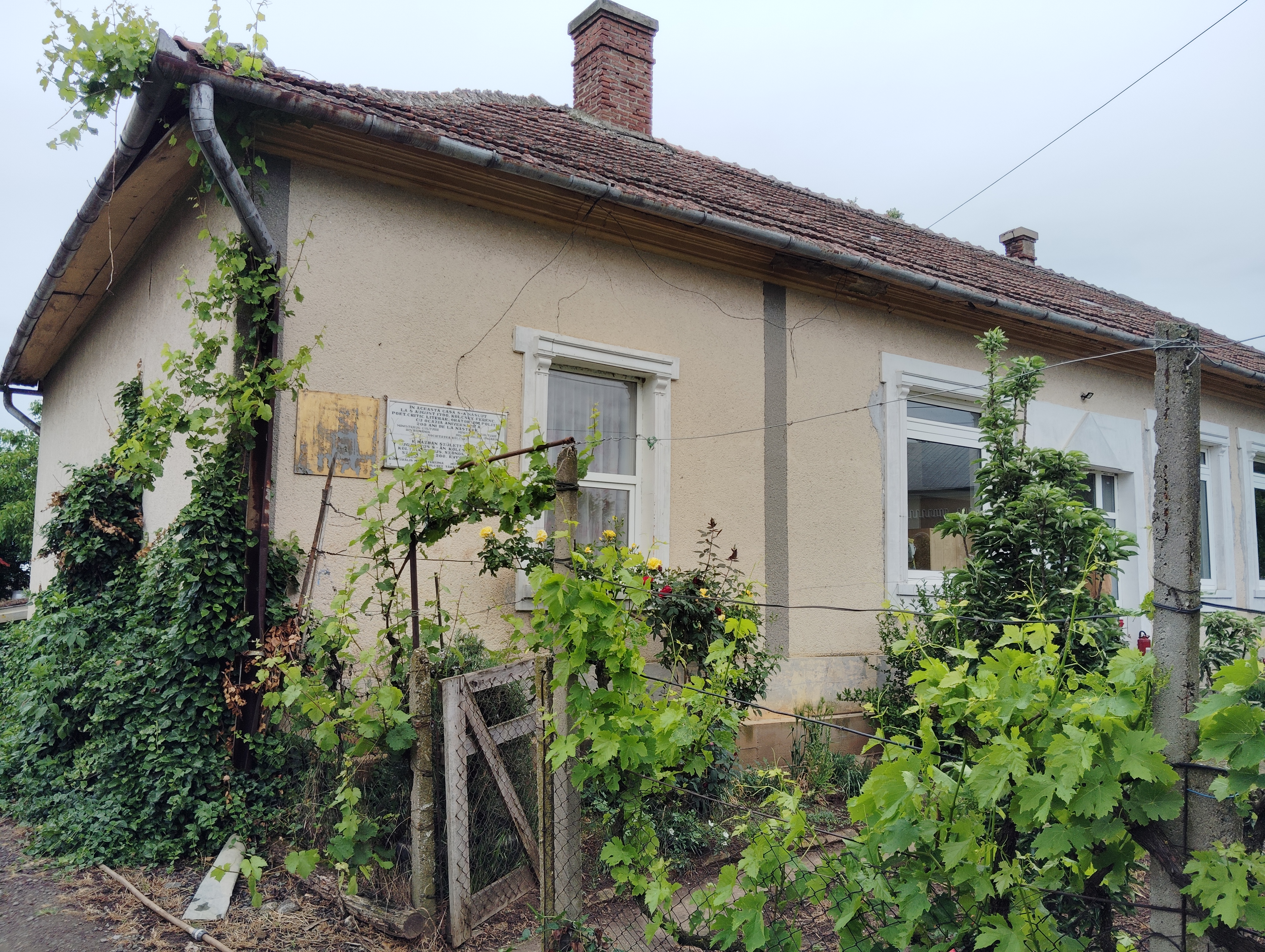
Kölcsey Ferenc szülőháza
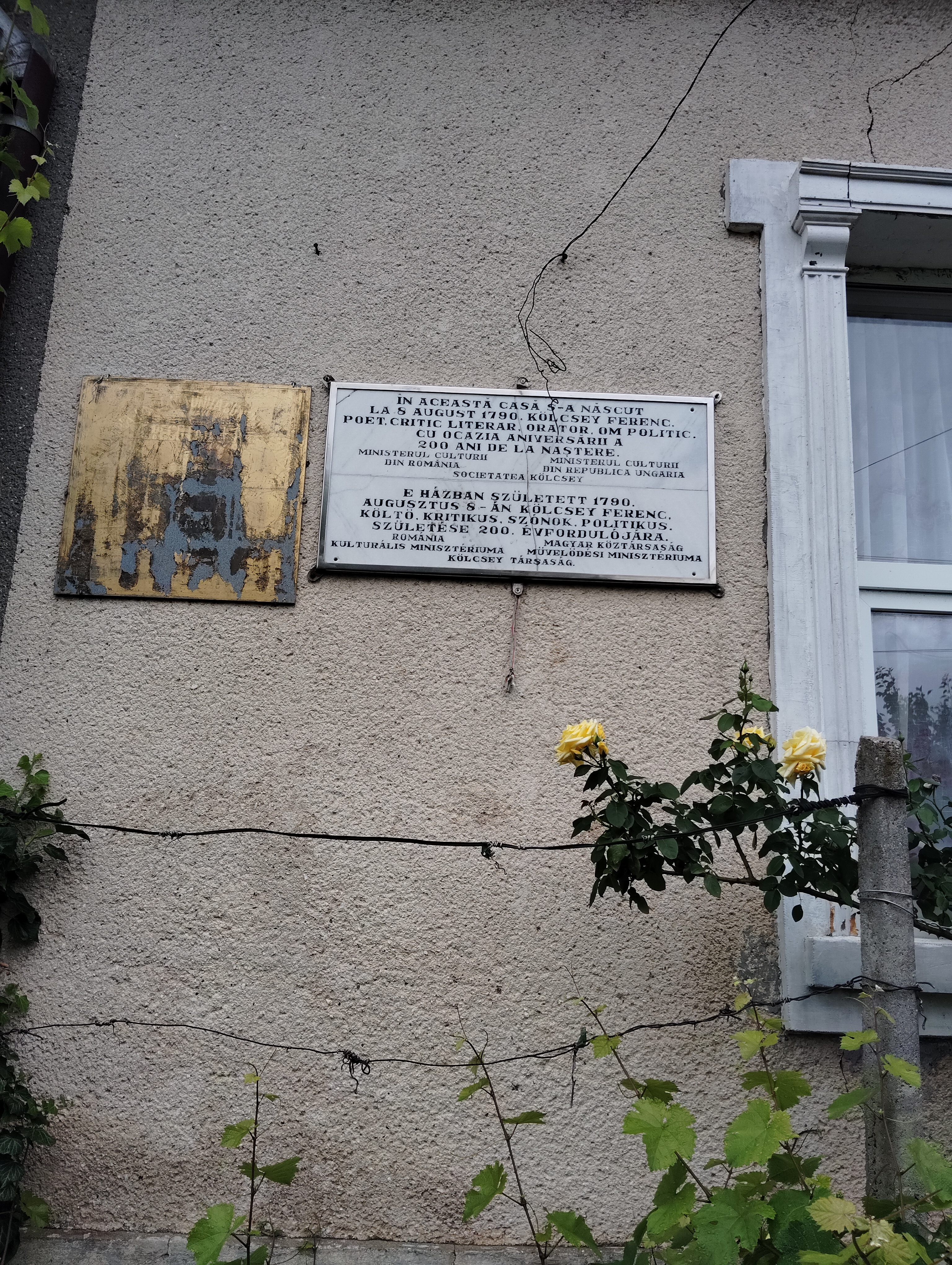
Kétnyelvű emléktábla Kölcsey Ferenc szülőházán
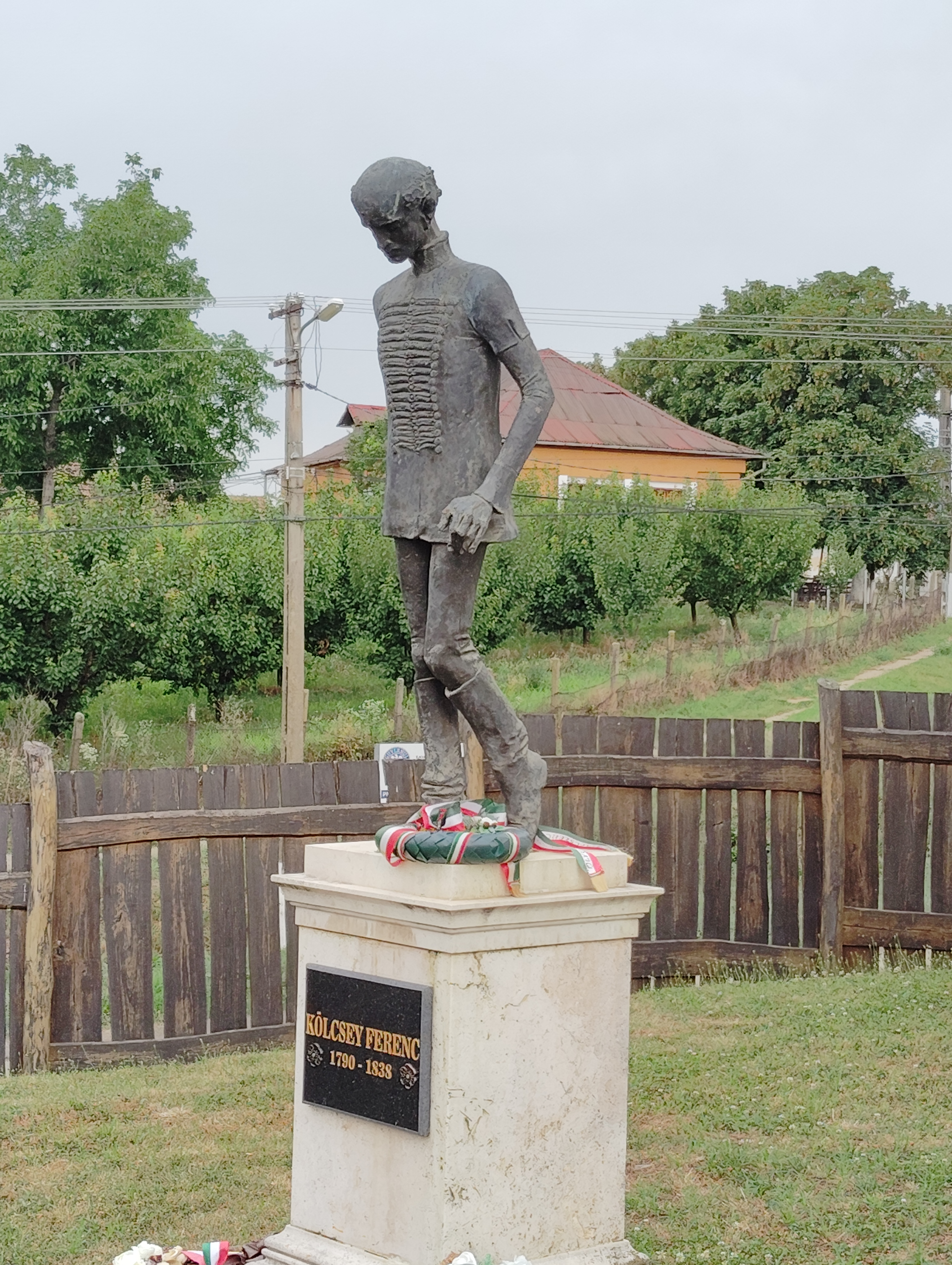
Kölcsey Ferenc szobra a református templom előtt

## Itt született
- Kölcsey Ferenc 1790. augusztus 8-án.

## Népviselet, népszokások
Sződemeteren a férfiak ünnepélyes alkalmakkor fekete posztóruhát viseltek, különben "gubában" jártak, az idősebbek pedig bőrbekecsben. A nők maguk fonták, szőtték és varrták ruházatukat.